# Logan International Airport
General Edward Lawrence Logan International Airport (IATA: BOS, ICAO: KBOS, FAA LID: BOS) er en international lufthavn, beliggende i den østlige del af Boston (og går også lidt ind mod byen Winthrop) 
i staten Massachusetts i USA. Lufthavnen har seks landingsbaner og 16 000 medarbejdere. Det er den største lufthavn i New England og det nittende travleste i USA. I 2011 var 28,9 mio passagerer gennem lufthavnen. 
Logan International Airport er en vigtig lufthavn for de amerikanske luftfartsselskaber JetBlue Airways, Delta Air Lines og US Airways. Der er internationale flyvninger fra Logan International Airport til Afrika, Canada, Mexico, Europa og Asien.